# Gare de Balegem-Sud
La gare de Balegem-Sud (station Balegem-Zuid en néerlandais) est une gare ferroviaire belge de la ligne 122 de Melle à Grammont située à Balegem dans la commune d'Oosterzele en région flamande dans la Province de Flandre-Orientale.
C’est une halte voyageurs de la Société nationale des chemins de fer belges (SNCB) desservie, uniquement en semaine, par des trains Suburbains (S52) et d’Heure de pointe (P).

## Situation ferroviaire
Située au point kilométrique (PK) 11,8 de la ligne 122 de Melle à Grammont, elle est établie entre la gare de Zottegem et celle de Balegem-Village.

## Histoire
Un abri de quai en briques sous bâtière avec une corniche en mitre a été construit à Balegem-Sud ainsi que dans d’autres gares de la ligne, sans doute dans les années 1870
celui de Balegem-Sud existe toujours, en mauvais état.

## Service des voyageurs

### Accueil
Halte SNCB, c'est un point d'arrêt non géré (PANG), à accès libre. Elle dispose de deux quais rehaussés en gravier. La traversée se fait par le passage à niveau.

### Desserte
Balegem-Sud est desservie par des trains Suburbains (S52) et Heure de pointe (P) de la SNCB (voir brochure SNCB de la ligne 122).
En semaine, la desserte est constituée de trains S52 entre Gand-Saint-Pierre et Grammont, circulant toutes les heures, renforcés par :
- deux trains P entre Renaix et Grammont (le matin, retour l’après-midi) ;
- un train P entre Grammont et Audenarde (le matin, retour l’après-midi).

Les week-ends et jours fériés, les trains S52 de Gand-Saint-Pierre à Grammont s’arrêtent pas à Balegem-Sud.

## Comptage voyageurs
Le graphique et le tableau montrent le nombre de passagers qui en moyenne embarquent durant la semaine, le samedi et le dimanche.
| Nombre de voyageurs qui embarquent à la gare de Balegem-Sud | Nombre de voyageurs qui embarquent à la gare de Balegem-Sud | Nombre de voyageurs qui embarquent à la gare de Balegem-Sud | Nombre de voyageurs qui embarquent à la gare de Balegem-Sud |
|                                                             | Semaine                                                     | Samedi                                                      | Dimanche                                                    |
| ----------------------------------------------------------- | ----------------------------------------------------------- | ----------------------------------------------------------- | ----------------------------------------------------------- |
| 1977                                                        | 116                                                         | 15                                                          | 9                                                           |
| 1978                                                        | 112                                                         | 10                                                          | 6                                                           |
| 1979                                                        | 108                                                         | 10                                                          | 11                                                          |
| 1980                                                        | 114                                                         | 14                                                          | 11                                                          |
| 1981                                                        | 127                                                         | 10                                                          | 24                                                          |
| 1982                                                        | 130                                                         | 14                                                          | 8                                                           |
| 1983                                                        | 137                                                         | 12                                                          | 12                                                          |
| 1984                                                        | 131                                                         | 9                                                           | 4                                                           |
| 1985                                                        | 79                                                          | 12                                                          | 4                                                           |
| 1986                                                        | 90                                                          | 5                                                           | 4                                                           |
| 1987                                                        | 94                                                          | 8                                                           | 6                                                           |
| 1988                                                        | 103                                                         | 26                                                          | 24                                                          |
| 1989                                                        | 103                                                         | 6                                                           | 13                                                          |
| 1990                                                        | 87                                                          | 8                                                           | 8                                                           |
| 1991                                                        | 83                                                          | 13                                                          | 12                                                          |
| 1992                                                        | 74                                                          | 12                                                          | 10                                                          |
| 1993                                                        | 83                                                          | 17                                                          | 10                                                          |
| 1994                                                        | 63                                                          | -                                                           | -                                                           |
| 1995                                                        | 85                                                          | -                                                           | -                                                           |
| 1996                                                        | 67                                                          | -                                                           | -                                                           |
| 1997                                                        | 80                                                          | -                                                           | -                                                           |
| 1998                                                        | 70                                                          | -                                                           | -                                                           |
| 1999                                                        | 66                                                          | -                                                           | -                                                           |
| 2000                                                        | 70                                                          | -                                                           | -                                                           |
| 2001                                                        | 64                                                          | -                                                           | -                                                           |
| 2002                                                        | 64                                                          | -                                                           | -                                                           |
| 2003                                                        | 74                                                          | -                                                           | -                                                           |
| 2004                                                        | 60                                                          | -                                                           | -                                                           |
| 2005                                                        | 85                                                          | -                                                           | -                                                           |
| 2006                                                        | 70                                                          | -                                                           | -                                                           |
| 2007                                                        | 76                                                          | -                                                           | -                                                           |
| 2008                                                        | -                                                           | -                                                           | -                                                           |
| 2009                                                        | 156                                                         | -                                                           | -                                                           |
| 2010                                                        | -                                                           | -                                                           | -                                                           |
| 2011                                                        | -                                                           | -                                                           | -                                                           |
| 2012                                                        | 149                                                         | -                                                           | -                                                           |
| 2013                                                        | 183                                                         | -                                                           | -                                                           |
| 2014                                                        | 202                                                         | -                                                           | -                                                           |
| 2015                                                        | 153                                                         | -                                                           | -                                                           |
| 2016                                                        | 157                                                         | -                                                           | -                                                           |
| 2017                                                        | 176                                                         | -                                                           | -                                                           |
| 2018                                                        | 189                                                         | -                                                           | -                                                           |
| 2019                                                        | 222                                                         | -                                                           | -                                                           |
| 2020                                                        | 116                                                         | -                                                           | -                                                           |
| 2021                                                        | -                                                           | -                                                           | -                                                           |
| 2022                                                        | 156                                                         | 48                                                          | 44                                                          |
| 2023                                                        | 171                                                         | 57                                                          | 49                                                          |
| 2024                                                        | 171                                                         | 37                                                          | 56                                                          |